# Lagoa Negra (Ilha do Pico)
A Lagoa Negra é uma lagoa portuguesa localizada na ilha açoriana do Pico localizada no concelho das Lajes do Pico.
Esta lagoa localiza-se a uma cota média de altitude de 670 metros e encontra-se entre várias elevações que contribuem para a formação do seu lençol de água ao provocarem elevada condensação nas suas encostas. Essas formações são: o Cabeço da Lança, o Cabeço da Lagoinha, o Cabeço da Rochinha, o Cabeço das Cabras e o Cabeço do Lopes. A lagoa encontra-se aproximadamente a 70 metros da estrada que liga a freguesia da Piedade à estrada Transversal da ilha.

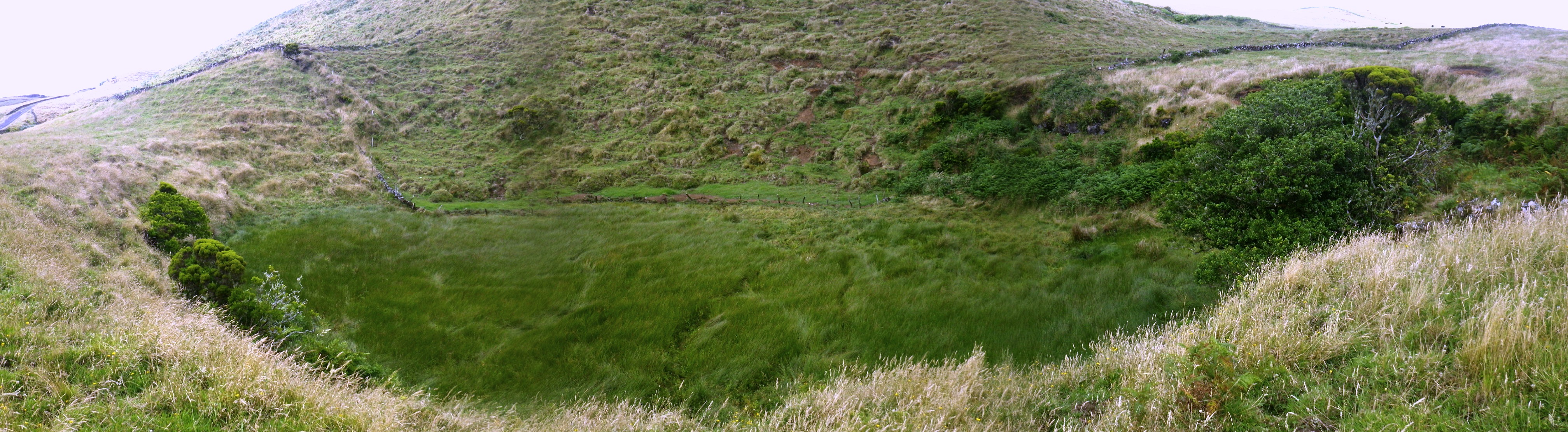
Lagoa negra pico